# Antonín Slavík (ředitel rozhlasu)
Antonín Slavík, také Antonín František Slavík (20. ledna 1893 Karlín – 27. října 1942 Věznice Plötzensee), byl český armádní radiotelegrafista, ředitel brněnského rozhlasu a odbojář z období druhé světové války popravený nacisty.

## Život
Antonín Slavík se narodil 20. ledna 1893 v pražském předměstí Karlíně v rodině montéra Antonína Slavíka a Antonie, rozené Helclové. Vychodil reálnou školu a v roce 1911 zahájil studium strojního inženýrství na ČVUT. To však nedokončil a jako příslušník armády bojoval během první světové války na ruské frontě, posléze byl vyškolen na radiotelegrafistu. Spolupodílel se na zřízení první radiostanice v Čechách ve sklepních prostorách Petřínské rozhledny a na jejím vysílání. Sloužil v Bratislavě a od roku 1922 v Brně. V letech 1923–1924 absolvoval studium radiotelegrafie v podobě jednoročního speciálního vojenského kurzu na École supérieure d'électricité v Paříži. V roce 1925 začal jako voják externě působit v nově zřízené brněnské pobočce Radiojournalu, roku 1926 se nechal z vojenské služby uvolnit a v roce 1928 odešel do zálohy. Své úsilí totiž věnoval výhradně rozhlasu a v roce 1928 se stal ředitelem brněnského Radiojournalu, který poté přes 10 let řídil. V letech 1927–1930 studoval dějiny hudby a výtvarného umění na Filosofické fakultě Masarykovy univerzity, studium ale nedokončil. Ovládal sedm jazyků, byl aktivním radioamatérem, členem Sokola, rád cestoval.

## Protinacistický odboj
Po německé okupaci v březnu 1939 vstoupil Antonín Slavík do protinacistického odboje, konkrétně do Politického ústředí, poté jako zkušený radiotelegrafista do Obrany národa. Po likvidaci první části Obrany národa na podzim 1939 byl gestapem dne 14. prosince 1939 zatčen, vězněn byl na Špilberku, v Kounicových kolejích a v berlínské věznici Alt-Moabit. Dne 9. června 1942 byl odsouzen k trestu smrti a 27. října téhož roku popraven gilotinou ve věznici Plötzensee společně s dalšími brněnskými odbojovými spolupracovníky: učitelem a sokolem Jaroslavem Skryjou, profesorem Janem Uhrem a notářem Josefem Jarošem.

## Rodina
Antonín Slavík se v roce 1920 oženil s Marií Šerksovou. Manželům se v roce 1921 narodil syn Vladimír a v roce 1922 dcera Blažena, která zesnula již v šestnácti letech. V brněnské čtvrti Žabovřesky si Antonín Slavík nechal v letech 1930–1931 postavit funkcionalistickou vilu.

## Posmrtná ocenění
- Od roku 1946 nese jméno Antonína Slavíka jedna z ulic v brněnských Černých Polích
- Radioamatérská značka Antonína Slavíka OK2SL je umístěna v síni slávy Českého radioklubu

## Galerie

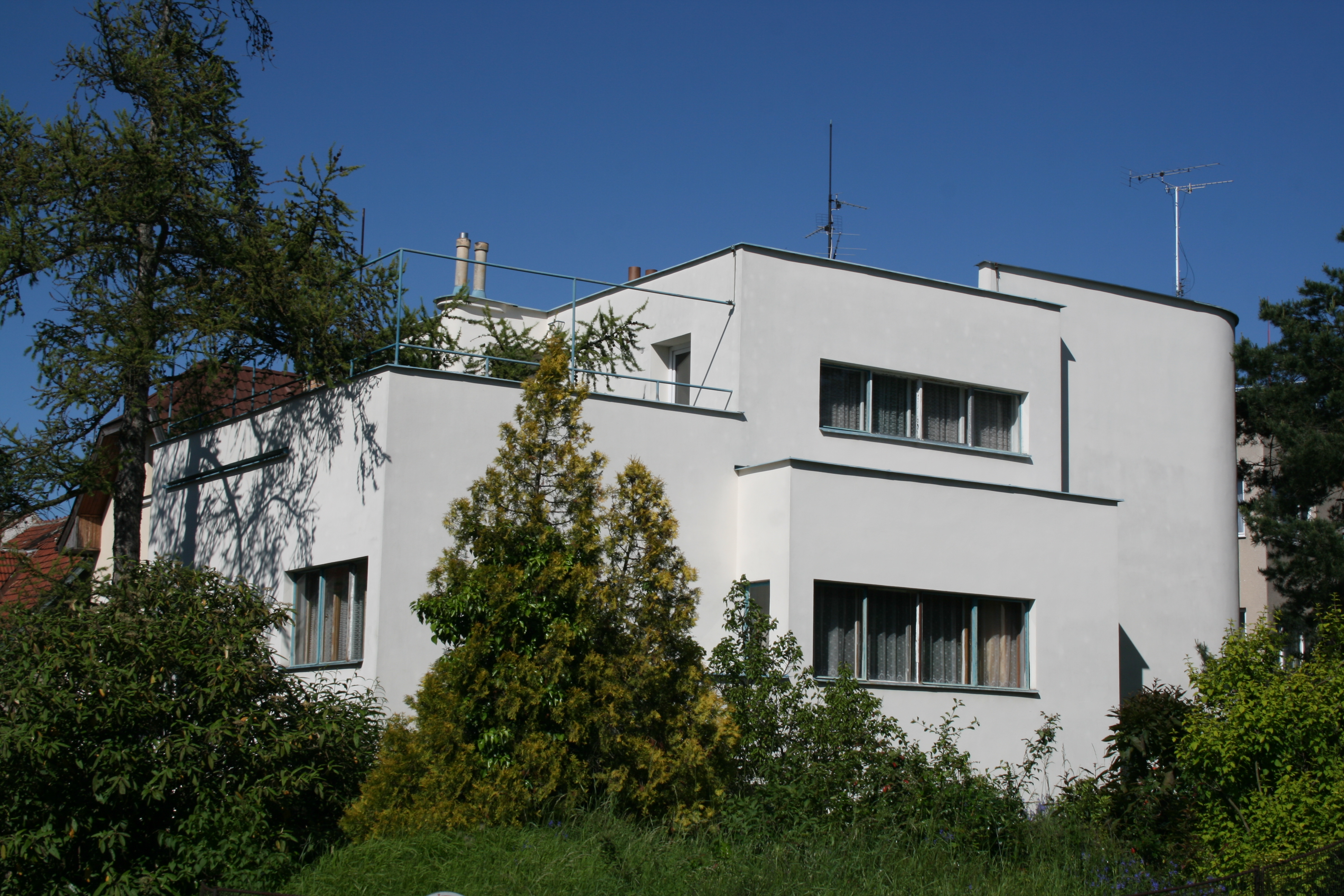
Slavíkova vila v Brně-Žabovřeskách
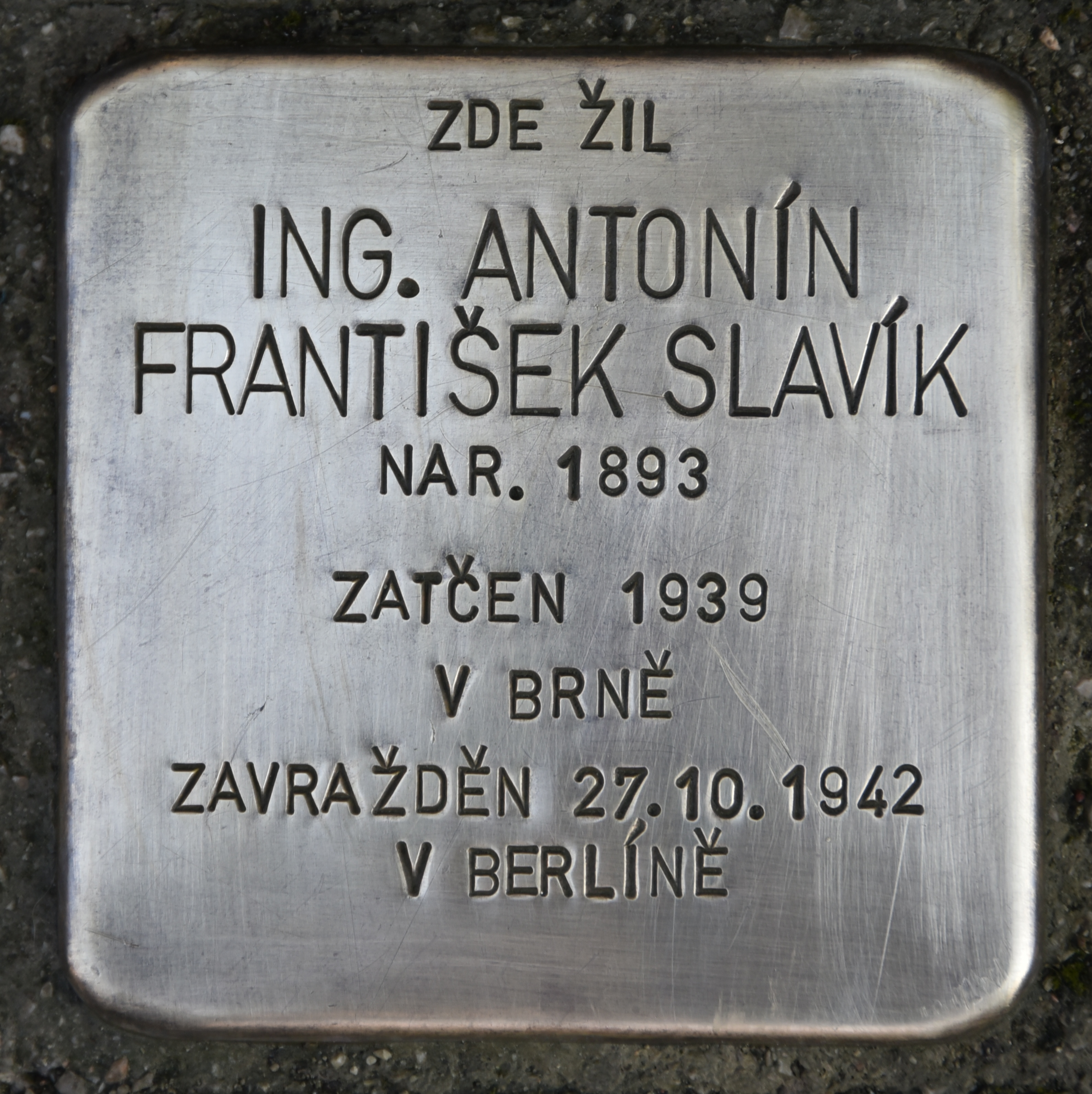
Kámen zmizelých na paměť A. Slavíka
Titulní strana rozsudku Lidového soudního dvora
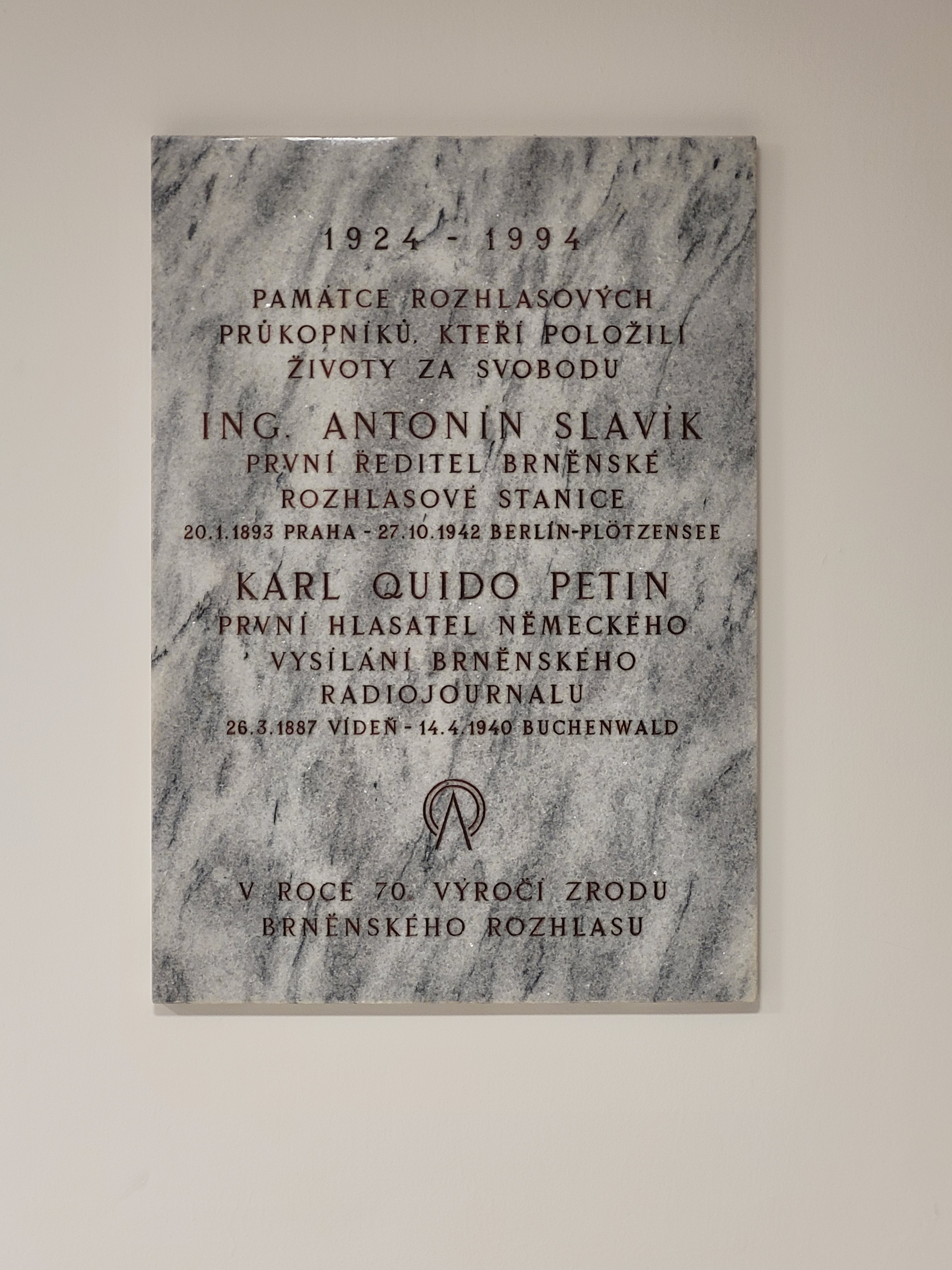
Pamětní deska z roku 1994 připomínající Antonína Slavíka, umístěná ve vestibulu budovy Českého rozhlasu v Brně